# Вильсон, Джеймс
Джеймс Вильсон (англ. James Wilson; 1760—1814) — британский мореплаватель.

## Биография
В 1796 году отправился из Великобритании начальником экспедиции на корабле «Дафф» в Полинезию по поручению Британского миссионерского общества. В 1799 году в Лондоне вышло в свет описание этого путешествия: A Missionary Voyage to the Southern Pacific Ocean, Performed in the Years 1796—1798, in the Ship Duff, Commanded by Captain James Wilson.
Вернувшись в Британию, женился, поселился в Лондоне и больше никогда не путешествовал.
Умер в возрасте 44-х лет, оставив жену и пятерых детей.

## Память
В западной части Каролинского архипелага открыл новую группу островов, названную его именем.